# Giordano Cottur
Giordano Cottur (Trieste, 24 de maio de 1914 - Trieste, 8 de março de 2006) foi um ciclista italiano. Os seus sucessos mais importantes conseguiu-os ao Giro d'Italia, onde acabou três vezes terceiro da geral e ganhou 6 etapas.

## Palmarés
- 1935
  - 1º na Bassano-Monte Grappa
- 1936
  - 1º na Bassano-Monte Grappa
- 1937
  - 1º na Biella-Oropa
- 1938
  - 1º na Trieste-Postumia-Trieste
  - Vencedor de uma etapa ao Giro d'Italia
- 1939
  - 1º no Giro dell'Umbria
  - Vencedor de uma etapa ao Giro d'Italia
  - 1º de velocidade ao Giro da Província de Turim, com Glauco Servadei
- 1943
  - 1º no Grande Prêmio do Império
- 1945
  - 1º na Trieste-Opicina
- 1946
  - Vencedor de 2 etapas ao Giro d'Italia
- 1947
  - Vencedor de uma etapa ao Giro d'Italia
- 1948
  - Vencedor de uma etapa ao Giro d'Italia

### Resultados ao Giro d'Italia
- 1938. 33º da classificação geral e vencedor de uma etapa
- 1939. 7º da classificação geral e vencedor de uma etapa
- 1940. 3º da classificação geral
- 1946. 8º da classificação geral e vencedor de 2 etapas
- 1947. Abandona (14ª etapa). Vencedor de uma etapa
- 1948. 3º da classificação geral e vencedor de uma etapa. Traz a maglia rosa durante 8 etapas
- 1949. 3º da classificação geral

### Resultados ao Tour de France
- 1938. 25º da classificação geral
- 1947. 8º da classificação geral
- 1948. Abandona (14ª etapa)